# Manuel Casanueva Ramírez
Juan Manuel Casanueva Ramírez (Santiago, 15 de agosto de 1907-Ibíd, 4 de enero de 1984) fue un ingeniero agrónomo y político chileno, miembro del Partido Conservador Unido. Se desempeñó como ministro de Estado de su país, durante los gobiernos de los presidentes Juan Antonio Ríos y Jorge Alessandri.

## Biografía

### Familia y estudios
Nació en Santiago de Chile el 15 de agosto de 1907, hijo de Joaquín Casanueva Soto y Zoraida Ramírez Díaz. Realizó sus estudios primarios y secundarios en el Liceo de Linares, en la zona centro-sur del país. Posteriormente, ya en la capital, se incorporó a la Universidad de Chile, desde donde se tituló como ingeniero agrónomo en 1927, con la tesis Fabricación de celulosa a base de especies forestales chilenas.
En abril del año 1938 contrajo matrimonio con Mariana Préndez Cáceres. Con su cónyuge fue padre de tres hijos: Juan Manuel, Juan Pablo y Ana María. Juan Manuel sería empresario del sector de las telecomunicaciones y de la transmisión de datos en el país sudamericano.

### Trayectoria política
En 1929, durante el gobierno del presidente Carlos Ibáñez del Campo, ingresó al Ministerio de Agricultura, entidad gubernamental en la que ocupó cargos como el de inspector, jefe de campañas y jefe de departamento, entre varios otros. Luego, en 1939 fue nombrado por el presidente, militante del Partido Radical, Pedro Aguirre Cerda como jefe del Departamento de Sanidad Vegetal y en 1941 director general de la Dirección de Agricultura.
El 6 de octubre de 1944 pasó a encabezar la cartera, al igual que la de Tierras y Colonización, por encargo del presidente, también radical, Juan Antonio Ríos; dejando la titularidad de ambas secretarías de Estado el 14 de mayo de 1945. En su gestión al mando de la primera repartición, colaboró en el «Plan Agrario» y lo dirigió hasta su aprobación. Asimismo, en su período se dictó la ley de fomento lechero, la ley de cooperativas vitivinícolas y la ley de control de comercio de semillas.
Posteriormente, el 16 de septiembre de 1960 volvería a ocupar el cargo de ministro de Agricultura, esta vez por encargo del presidente Jorge Alessandri. En esta ocasión dejó la cartera el 26 de agosto de 1961, once meses después de haber asumido.
Entre otras actividades, fungió como consejero del Colegio de Ingenieros Agrónomos de Chile; fue miembro de la Comisión de Tratado del Ministerio de Relaciones Exteriores de su país, de la Comisión de Agricultura de la estatal Corporación de Fomento de la Producción (Corfo) y de la Sociedad Agronómica de Chile.
Recibió la «Condecoración al Mérito Agrícola» de la República de Ecuador. Falleció en Santiago el 4 de enero de 1984, a los 76 años.

## Obra escrita
- Fabricación de celulosa a base de especies forestales chilenas, Santiago, 1927.